# Ammersoyen
Burg Ammersoyen (niederländisch Kasteel Ammersoyen) ist eine gut erhaltene Burg und späteres Wasserschloss im Dorf Ammerzoden, heute Teil von Maasdriel, im Südosten der Landschaft Bommelerwaard im westlichen Teil der niederländischen Provinz Gelderland. Die Burg liegt nördlich des Dorfkerns und, da sich das Dorf vor allem nach Westen ausgedehnt hat, auch am Rande von Ammerzoden. Burg Ammersoyen hat eine wichtige Rolle in der Geschichte von Ammerzoden gespielt. Die Burg ist als niederländisches Kulturdenkmal mit der Nr. 8104 im Nationalen Denkmalregister verzeichnet.

## Geschichte

### Bis zum Ende des 19. Jahrhunderts

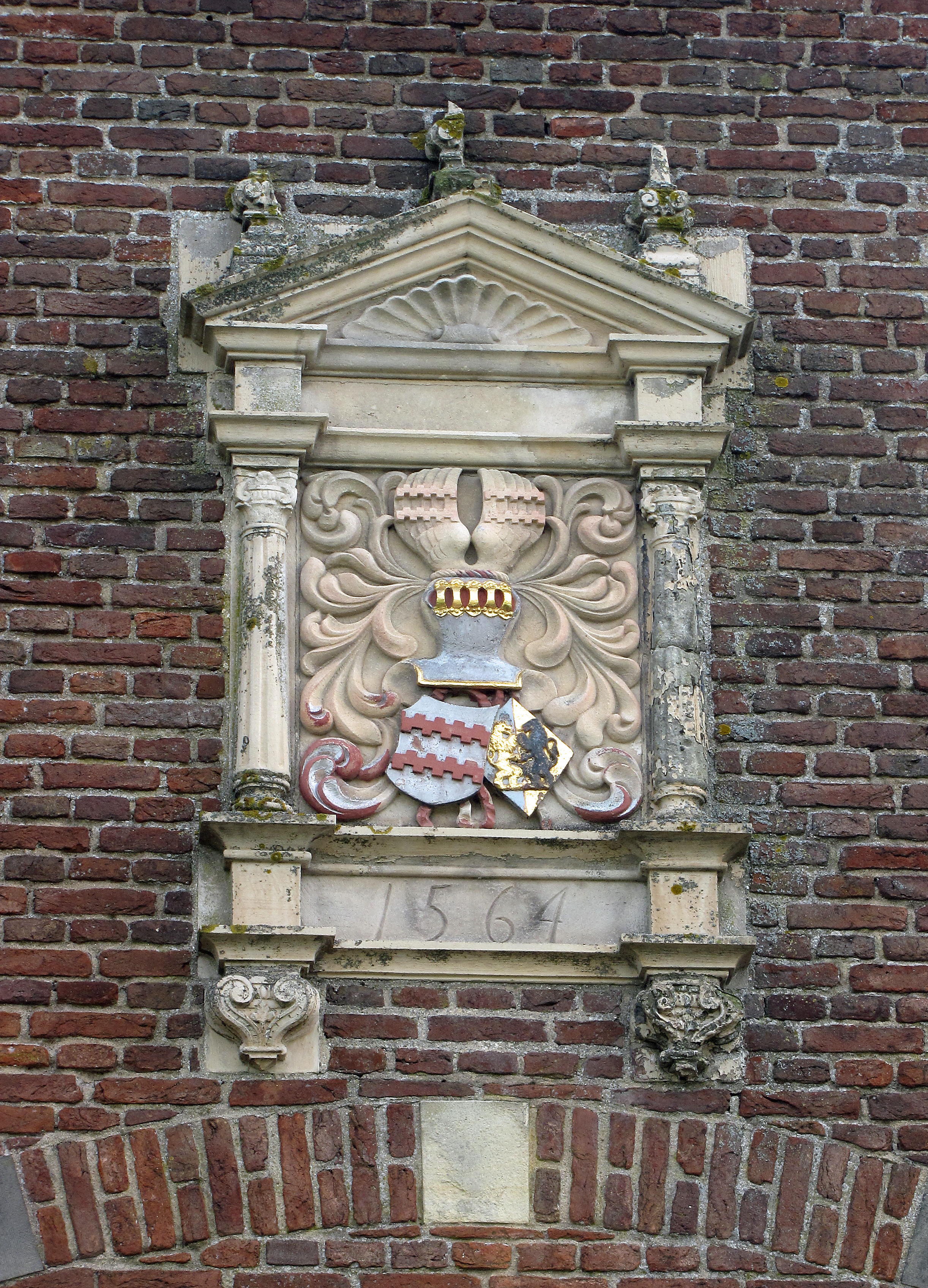
Allianzwappen der van Arkel und das geldrische Doppellöwenwappen mit den Löwen von Geldern und Jülich

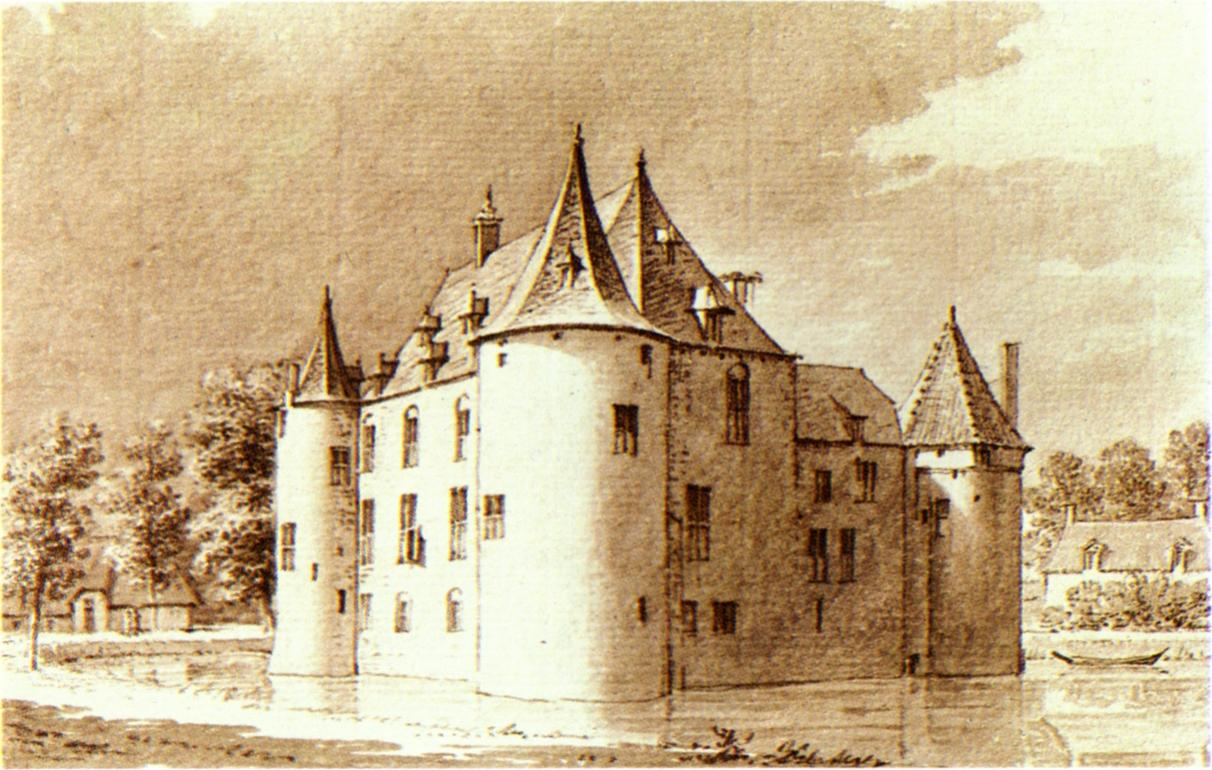
Ammersoyen um 1730 nach Cornelis Pronk

Das Baujahr der Burg ist unbekannt. Doch bereits am 21. Juli 1026 wird in einer Urkunde von Lady Berta eine Grundherrschaft erwähnt. Rothardus de Ambersoi und sein Bruder Wiricus hatten damals die Macht. In einer Urkunde aus dem Jahr 1196 ist von „Ambershoye“ die Rede. Im Jahr 1286 war Johan van Harlaer Herr von Ammerzoden. Seine Nachkommen übertrugen das Gut etwa ein Jahrhundert später an Arnold van Hoemen, den Herrn von Middelaar. Die erste sichere Erwähnung der heutigen Burg stammt aus dem Jahr 1354, als Arent van Ammersoyen es durch Erbschaft erwarb.
Die Burg ist eine der am besten erhaltenen mittelalterlichen Wasserburgen der Niederlande. Der ursprüngliche Grundriss des Van Herlaer aus der Zeit um 1300 ist trotz der Umbauten im 17. Jahrhundert noch gut erhalten. Mit seinem quadratischen Grundriss mit vier Ecktürmen ist Ammersoyen ein Beispiel für den von Graf Floris V. eingeführten Burgtyp. Dieser Typ wurde wegen seiner guten Verteidigungsfähigkeit häufiger verwendet. Ammersoyen wurde ausnahmsweise in einem Zug erbaut, während die meisten mittelalterlichen Burgen in verschiedenen Perioden durch Erweiterungen und Anbauten entstanden sind. Als die Burg erbaut wurde, lag sie in oder an der Maas, doch bald darauf, im Jahr 1354, änderte sich der Flusslauf der Maas. Seitdem war die Hauptburg von Ammersoyen fast immer von einem Wassergraben umgeben, ebenso wie die Vorburg.

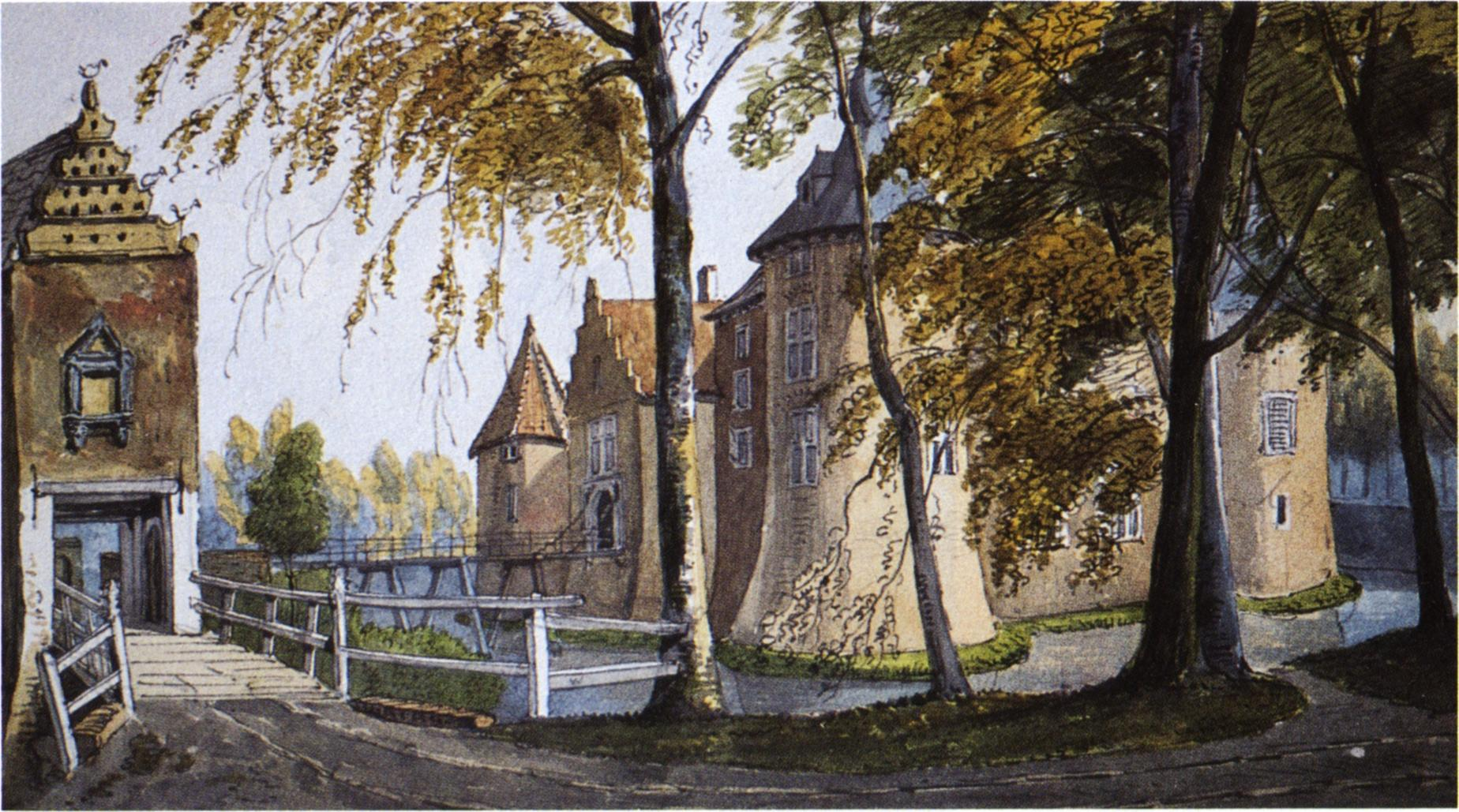
Ammersoyen 1832, nach D.T. Gevers van Endegeest

Im Jahr 1386 eroberte Wilhelm von Geldern die Burg nach einer kurzen Belagerung, nachdem Arent van Hoemen, der an von Geldern mit seinem Gut verschuldet war, sich auf die Seite seiner Gegnerin Johanna von Brabant geschlagen hatte. Wilhelm hinterließ es seinem unehelichen Sohn Johan. Im 15. Jahrhundert wechselte die Burg mehrmals den Besitzer: 1405 erwarb der Bruder von Wilhelm von Jülich (Graf von Geldern), Reinald von Jülich-Geldern, die Burg, der sie an seinen unehelichen Sohn Willem van Wachtendonk weitergab, welcher sie wiederum 1424 an Johan van Broeckhuysen († 1442) verkaufte, der in der Burg eine Burgkapelle errichten ließ.
Durch Erbschaft und Heirat mit Johans Urenkelin Walravina van Broeckhuysen wurde die Burg 1494 an Otto van van Arkel verkauft. Eine Belagerung durch habsburgische Truppen im Jahr 1513 verursachte Schäden (die wahrscheinlich später von den Van Arkels behoben wurden), aber ein noch schlimmeres Schicksal ereilte Ammersoyen 1590, als ein Brand die Burg schwer verwüstete. Graf George van Arkel starb in dieser Zeit, und seine Witwe hatte nur Geld für eine teilweise Wiederherstellung unter der Leitung von Georges Sohn Otto van Arkel. Erst nach dem Ende des Achtzigjährigen Krieges wurde eine vollständige Restaurierung durchgeführt. Zwei Schlusssteine mit den Jahreszahlen 1648 und 1667 verdeutlichen, dass der Umbau in dieser Zeit stattfand. Bemerkenswert ist, dass Thomas Walraven van Arkel, der damalige Schlossherr, Ammersoyen im mittelalterlichen Stil wiederherstellte. Die Burg erhielt ihre ursprünglichen Umrisse zurück, das Innere wurde jedoch an die Komfortansprüche des 17. Jahrhunderts angepasst. Im Katastrophenjahr 1672 gelang es der Familie, die Burg durch Zahlung einer hohen Geldsumme vor marodierenden französischen Soldaten zu retten. Im Jahr 1693 starb die Familie Van Arkel jedoch aus, und nacheinander gelangten die Familien Lichtervelde, Van Vilsteren, De Ribaucourt und De Woëlmont Ammersoyen in den Besitz der Burg, die sie jedoch alle nur selten oder gar nicht bewohnten. Arthur Baron de Woëlmont, der ab 1856 Herr von Ammersoyen war, ließ das Innere der Burg ganz im Sinne seiner Zeit im neugotischen Stil umgestalten. Als dieser nach und nach seine Besitztümer verkaufte, ging die Burg am 31. Januar 1873 mit den übrigen Teilen des Anwesens an die katholische Kirchengemeinde in Ammerzoden. Die Burg wurde dann ab 1876 vom Orden der Klarissen als Kloster genutzt.

### Die Burg als Kloster
1876 wurde Ammersoyen das zweite Klarissenkloster in den Niederlanden. Um 1893 ließen die Klarissen den Graben um die Burg zuschütten, um den Bau einer Kapelle an der Westseite der Burg zu ermöglichen. Die Verfüllung des Grabens legte eine sichere Decke über alle Gegenstände, die seit dem 14. Jahrhundert ins Wasser gefallen waren.
In den Jahren 1944 und 1945 erlitt die Burg schwere Kriegsschäden. Die Ordensschwestern wichen nach Hoogcruts aus.

### Restaurierung nach dem Zweiten Weltkrieg
Im Jahr 1957 ging Burg Ammersoyen in den Besitz der Stiftung Freunde des Schlosses von Gelderland über. Im Jahr 1959 begannen die Restaurierungsarbeiten, die sechzehn Jahre dauerten.

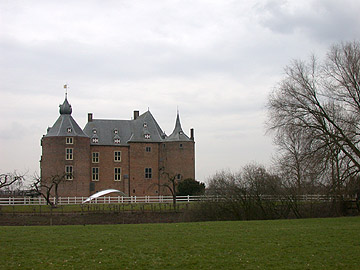
Westansicht

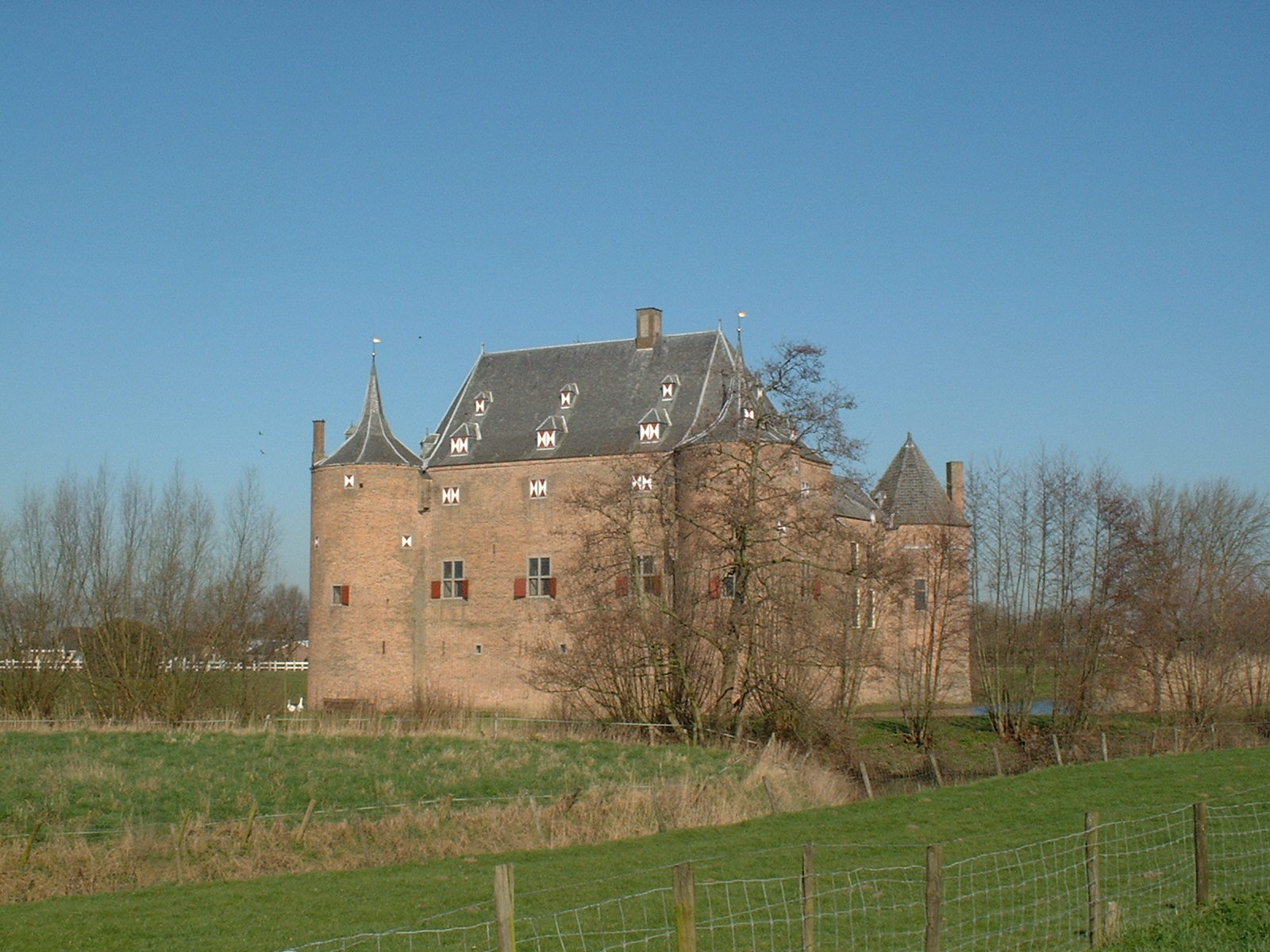
Ansicht von Südost. Im Vordergrund die Mündung der Meerschleuse in die Außengracht

Bei der Restaurierung wurden nicht nur die mittelalterlichen Wandtreppen gefunden, sondern auch Lampennischen, Kamine, Rüstlöcher, Schießscharten, ein Brunnen und einige Wandtoiletten. Es waren noch so viele Details vorhanden, dass es möglich war, bei der Restaurierung den mittelalterlichen Formen den Vorrang zu geben. Der Rittersaal und die Kemenate (das Zimmer für Frauen) wurden auf ihre ursprüngliche Bodenhöhe zurückgebaut. In beiden Räumen wurde ein Kamin rekonstruiert. Die aus dem 17. Jahrhundert stammende Treppe aus dem Rittersaal wurde in den Saal des Westflügels verlegt. In den Kamin aus dem 17. Jahrhundert im Turmzimmer des Nordwestturms kehrte nach 123 Jahren Abwesenheit das originale Kaminstück zurück, das von den Nachkommen des Arthur Baron de Woëlmont erworben werden konnte. Dieses Porträt von Theodoor van Thulden aus dem Jahr 1651 stellt möglicherweise Anna van Renesse dar, die Mutter von Ferdinand de Lichtervelde, der von 1654 bis 1711 Burgherr war. Von den neugotischen Verzierungen, die De Woëlmont anbringen ließ, ist nur noch etwas von der Verbindung zwischen dem nordwestlichen Flügel und dem Torhaus erhalten geblieben.
Bei der Renovierung wurde versucht, mit einfachen Mitteln eine wohnliche Atmosphäre zu schaffen. Die Familienporträts, eine Leihgabe der Stiftung Brantsen van de Zyp, spielen dabei eine wichtige Rolle.
Bei dieser Restaurierung wurde die von den Nonnen in Auftrag gegebene Zuschüttung des Grabens entfernt. Der Boden wurde sorgfältig ausgehoben und gesiebt. Dabei wurde eine enorme Menge an Funden aus fünf Jahrhunderten entdeckt. Dieser Fundkomplex ist einer der größten in den Niederlanden. Die meisten Keramikgegenstände wurden in Scherben geborgen. Es wurden aber auch vollständige Gegenstände gefunden, die zur Einrichtung einer Ausstellung im Obergeschoss der Burg verwendet wurden. Die Gegenstände aus Keramik, Steingut, Glas, Silber, Bronze und Zinn wurden in Ammersoyen verwendet und vermitteln ein Bild von der Zubereitung von Speisen und Getränken, von Beleuchtung und Heizung, von Kleidung, Schuhwerk, Religion, Kampf und Kinderspielen auf der Burg.
Auf dem Vorplatz gegenüber der Burg, am Fuße der Stützmauer, befindet sich ein kleiner gestalteter Garten, der 1975 nach dem Entwurf von Frau Liesbeth Canneman-Philipse angelegt wurde. In den Fächern, die von gestutzten Buchsbaumhecken gebildet werden, blühen jedes Jahr Sonnenwenden, Silberblatt, Lavendel, Gänseblümchen und rosa Begonien. An der Stützmauer stehen sehenswerte Spaliere: Maulbeere, Quitte, Feige und Birne. Auf der Ostseite der Vorburg befanden sich früher der Küchen- und der Gemüsegarten. Auf dem Teil zwischen dem inneren und dem äußeren Graben und entlang der Einfahrt sind Rasenflächen angelegt.
Am Anfang der Burgbrücke befindet sich eine außergewöhnlich große Mispel. Diese in den Niederlanden seltene Art kommt fast ausschließlich in Twente, in der Gegend von Winterswijk und in Südlimburg vor. Der hohe Strauch, dessen Früchte nach einem mehrmonatigen Fermentationsprozess essbar sind, stammt aus Südwestasien und Südosteuropa. Die Römer brachten den Strauch in die Niederlande. Die Grafen von Geldern führen die Mispelblume in ihrem Wappen. Auch die Gelderse Roos im Logo der Stiftung Het Geldersch Landschap ist eigentlich eine Mispel. Wer die Mispelblüte sehen will, sollte seinen Besuch planen: Dieser Strauch blüht nur in der ersten Maihälfte eine Woche lang.
Die Burg mit Nebengebäuden und der doppelte Wassergraben sind als Einheit erhalten. In Ammersoyen können sich die Besucher ein Bild von einer mittelalterlichen Burg machen, wobei die Grabenfunde das Alltagsleben veranschaulichen.

### Gegenwärtige Nutzung
Bis zur Auflösung der Gemeinde Ammerzoden im Jahr 1999 wurde ein Teil der Burg als Rathaus genutzt. Die Burg kann besichtigt werden, es werden Führungen angeboten und es finden verschiedene Veranstaltungen statt. Es ist auch möglich, die Burg für Hochzeiten, Partys, Versammlungen und Ähnliches zu nutzen.